# مريم بلدي
مريم بلدي (مواليد 20 ديسمبر 1973 الجزائر )، موسيقية كلاسيكية أندلسية جزائرية.

## حياة
تنحدر من عائلة من عشاق الموسيقى العرب الأندلسيين. في السادسة من عمرها، حضرت مع والدتها حفلاً موسيقيًا عربيًا أندلسيًا، قدمه فريد بننسه، معلمها المستقبلي، الذي قام بتدريس مفاهيمها الموسيقية في مدرسة الموسيقى الأندلسية المرموقة المسيلة الجزائرية في الجزائر العاصمة، وكان أساتذتها سيد أحمد سري وسيد علي بنمرابط. بعد فت قصيرة في العمل كمضيفة طيران في الخطوط الجوية الجزائرية، سجلت ما مجموعه ثلاثة ألبومات، الأول بعنوان "هناك راش الفاتن" سُجل في عام 2001، ويتكون من جزأين "إنكلابت زيدان" بأسلوب قسنطينة، والألبوم الثاني بعنوان "نوبة حسين" للمخرج ناصر الدين بنمرابط، سُجّل عام 2002 في الاستوديو المرموق بوعبدالله الزروقي.
بعد غياب تسع سنوات للتفرغ فيت كوين أسرة الاهتمام بهم، عادت بألبومٍ جديدٍ ثالث بعنوان"زيدان نوبة"، والذي سجلته في باريس وأصدرته لأول مرة في الجزائر العاصمة، 27 ديسمبر 2014.
شاركت كمغنية في العديد من الحفلات الموسيقية في الجزائر وخارجها، منها اثنان في عام 1998 في معرض لشبونة العالمي عام 2003، وفي البرتغال خلال العام الذي قضته المغنية الجزائرية في فرنسا.

## أعمالها
- 2001: يا راش الفاتن
- 2002: نوبة حسين
- 2014: نوبة زيدان